# Ekillaåsen
Ekillaåsen este o arie protejată (arie specială de conservare — SAC, sit de importanță comunitară — SCI) din Suedia întinsă pe o suprafață de 28 ha, integral pe uscat.

## Localizare
Centrul sitului Ekillaåsen este situat la coordonatele 59°36′20″N 17°30′42″E / 59.6055°N 17.5116°E.

## Înființare
Situl Ekillaåsen a fost declarat sit de importanță comunitară în ianuarie 1998 pentru a proteja 1 specie de plante. Situl a fost protejat și ca arie specială de conservare în martie 2011.

## Biodiversitate
Situată în ecoregiunea boreală, aria protejată conține 3 habitate naturale: Ape stătătoare oligotrofe până la mezotrofe, cu vegetație de Littorelletea uniflorae și/sau de Isoëto-Nanojuncetea, Păduri de conifere pe eskere fluvioglaciare sau legate la acestea, Pajiști din zone de pădure fino-scandinave.
La baza desemnării sitului se află o specie protejată de  plante: Alisma wahlenbergii.